# Зайян ібн Марданіс
Зайян ібн Мадафа ібн Юсуф ібн Саїд ібн Марданіс (Марданіш) аль-Лефма (араб. زيان بن مدافع الجذامى; д/н — 1270 — емір Валенсійської тайфи в 1229—1238 роках, емір Мурсійської тайфи в 1239—1241 роках.

## Життєпис
Походив зі знатного муваладського роду Бану-Марданіс. Син Мадафи, що був сином Юсуфам ібн Саїда, валі Валенсії та брата еміра Мухаммада ібн Марданіса. Народився в місті Онда, що було родинним володінням.
1229 році зумів повалити Заїда Абу Заїда, альмохадського валі (намісника) Валенсії, який втік до королівства Арагон. Сам Зайян ібн Марданіс оголосив себе незалежним еміром Валенсійської тайфи. Разом з тим арагонський король Хайме I уклав Заїдом Абу Заїдом угоду, за якою обіцяв повернути Валенсію в обмін на територіальні поступки. Це стало причиною підготовки до війни.
Іншою турботою ібн Марданіса стали спроби Ібн Худа, що на той час встановив владу практично над усім Аль-Андалусом підкорити Валенсію.
У 1233 році до меж Валенсійської тайфи вдерлося арагонське військо, що захопило місто-фортецю Бурріану. За цим було втрачено фортеці Пеніскола, Кастельон-де-ла-Плана, Борріол, Вінрома та Вілафамес. 1237 року Зайян ібн Марданіс зазнав тяжкої поразки у битві біля Ел-Пуч. 1238 році опинився обложеним арагонським військом. Він звернувся до допомогу до Абу Закарії Ях'ї, султана Хафсидів в Тунісі. Але флот останнього не зміг прорватися до порту Валенсії через успішну блокаду з боку арагонського флоту. Після 5 місяців оборони Валенсії погодився здати місто християнам в обмін на вільний вихід (обіцяв перебратися до Тунісу) та збереження релігійних прав валенсійських мусульман.
Втім 1239 року зумів раптовим ударом захопити мурсію, де встановив свою владу. Для зміцнення свого становища визнав зверхність Фернандо III, короля Кастилії і леону. Натомість той підтвердив права ібн Марданіса на міста Лорка і Оріуела та обіцяв підтримку проти Арагону. Але король останнього 1240 року зумів відвоювати місто вільєну.
Зайян ібн Марданіс через постійні угоди з христинськими королями втратив підтримку більшості мусульман Мурсії, внаслідок чого його 1241 року було повалено Ібн Худом аль-Даулою. Зайян ібн Марданіс втік до Альмерії, де тримався до 1248 року, коли був переможений кастильськими військами. після цього перебрався до Тунісу, де помер 1270 року.